# Giwald
Giwald (floruit 532) est un aristocrate d'époque mérovingienne, fils du comte d'Auvergne Sigewald.

## Biographie

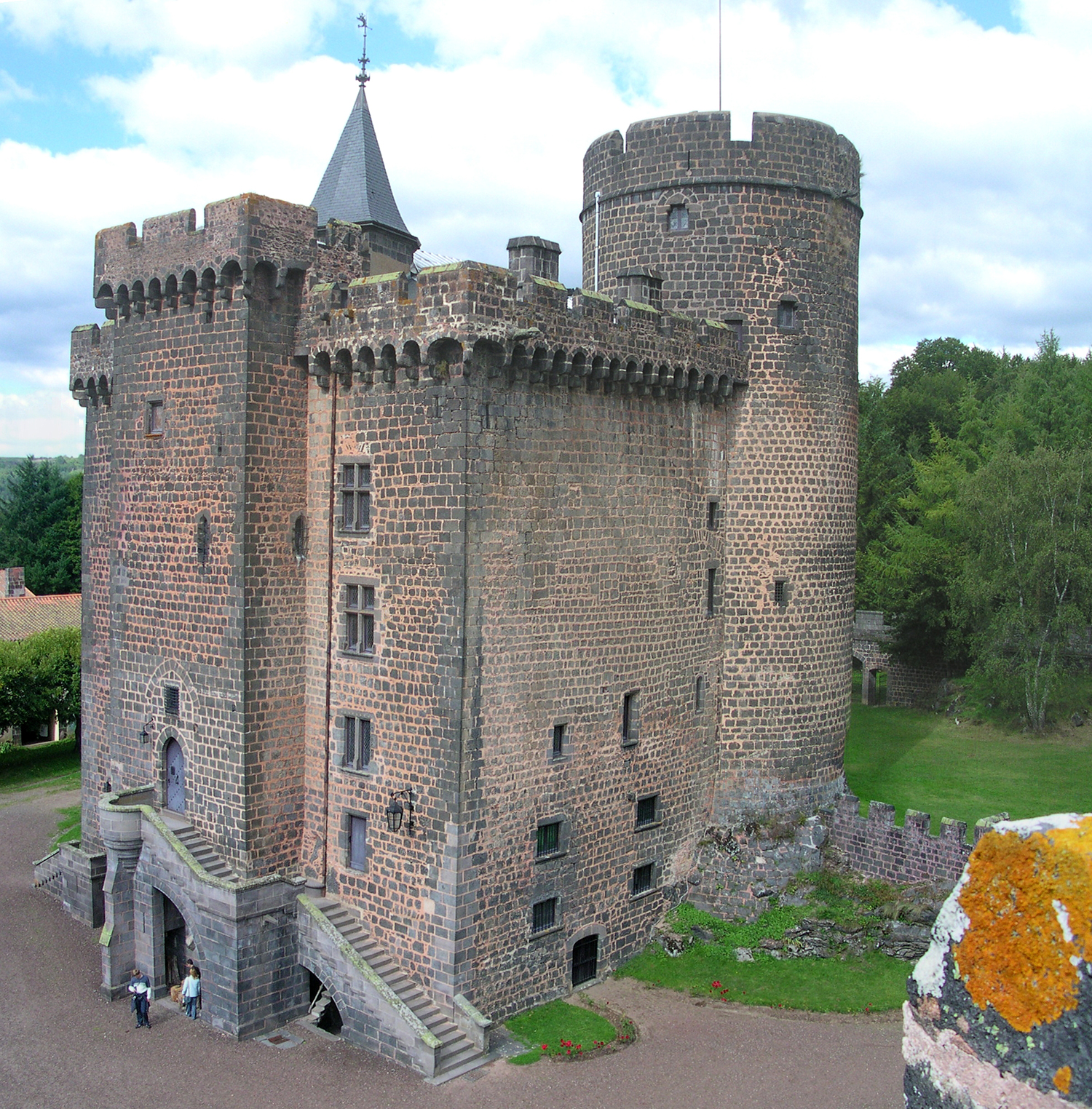
Château de Pontgibaud dans sa forme actuelle.

Giwald est le fils du comte-duc d'Auvergne Sigewald. Ce dernier se fit assassiner sur ordre du roi franc Thierry Ier car le comte se montrant de plus en plus puissant, le roi franc le suspectait de vouloir monter une monarchie indépendante en Auvergne. Il manda également à Théodebert Ier, son fils, d'assassiner son héritier Giwald. 

« En ces jours-là, Théodoric fit périr par le glaive son parent Sigewald, et envoya secrètement vers Théodebert, pour qu’il fit mourir Giwald, fils de Sigewald, qu’il avait avec lui [...] »

— Grégoire de Tours, Histoire des Francs
Théodebert également nommé Thibert refusa d'accomplir cet acte car il se voyait être un ami personnel et très proche de Giwald, l'ayant même accompagné à son baptême. Thibert change donc de camp pour sauver son ami et le préviens des menaces de Thierry à son encontre et va même jusqu'à lui montrer les lettres échangées avec son père.

« Théodebert, comme il l’avait tenu sur les fonts de baptême, ne voulut pas le faire périr. Il lui donna même à lire les lettres envoyées par son père : Fuis, lui dit-il, car j’ai reçu de mon père l’ordre de te tuer ; lorsqu’il sera mort et que tu apprendras que je règne, tu reviendras à moi sans crainte. Ce qu’ayant entendu, Giwald lui rendit grâces, lui dit adieu et s’en alla. »

— Grégoire de Tours, Histoire des Francs
À la suite de l'aide de son ami Thibert, Gilwald fuit en direction de la ville d'Arles, en Provence, puis voyant les troubles politiques et militaires de la région, continua son périple en direction de l'Italie. À la suite de la mort du roi Thierry/Théodoric, Théodebert monta sur le trône du royaume franc et rappela d'exil Giwald, auquel il lui rendit une partie des biens confisqués à son père Sigewald.

« Giwald, apprenant que Théodebert était entré en possession du royaume de son père, revint d’Italie le trouver ; celui-ci se réjouissant et l’embrassant [...], et ordonna qu’on lui rendît, des biens de son père Sigewald, tout ce qui en était entré dans le fisc. »

— Grégoire de Tours, Histoire des Francs
Giwald fut semble-il à l'origine du nom de Pontgibaud. Ce village étant situé à une position stratégique, il domine la vallée de la Sioule, verrou d'accès de la Limagne par les Monts d'Auvergne; et dont le nom germanique Giwald fut aux travers du temps Pons Gilbadi puis arvernisé en Gibaud, il semble indiquer la construction d'un pont sur la rivière par ce dernier pour contrôler le périmètre. Il semble également être à l'origine d'un premier château, un castrum, ancêtre de l'actuel, celui des Dauphins d'Auvergne.

### Textes médiévaux contemporains
- Grégoire de Tours ; traduction et notes de Roy Just-Jean-Étienne et Auerbach Erich, Histoire des rois Francs, Paris, Gallimard, réédition de 2011  (ISBN 978-2-07-044138-9) [lire en ligne]

### Monographies
- Alexandre Huguenin, Histoire du royaume mérovingien d'Austrasie, Paris 1862. [lire en ligne]
- Jean-Charles-Léonard et Simonde de Sismondi, Histoire des Français, Volume I, Treuttel et Wurtz, Paris 1821. [lire en ligne]